# Bashay Feleke
Bashay Feleke Goshu (amh. ባሻዬ ፈለቀ, ur. w 1917, zm. w lutym 2008) – etiopski lekkoatleta, maratończyk.
Brał udział w igrzyskach olimpijskich w 1956 (Melbourne). Wystąpił w maratonie, w którym zajął 29. miejsce z czasem 2 godziny 53 minuty i 37 sekund. Wyprzedził czterech zawodników (ponadto 13 zawodników nie dobiegło do mety).